# Triple saut masculin aux championnats du monde d'athlétisme 2023
Pour des articles plus généraux, voir Championnats du monde d'athlétisme 2023 et Triple saut aux championnats du monde d'athlétisme.
Navigation
Eugene 2022 Tokyo 2025
L'épreuve du triple saut masculin des championnats du monde de 2023 se déroule les 19 et 21 août 2023 au sein du Centre national d'athlétisme à Budapest, en Hongrie.

## Mimimas
La période de qualification est comprise entre le 31 juillet 2022 et le 30 juillet 2023. Le minima de qualification est fixé à 17,20 m.

## Résultats

### Qualifications
Qualification : 17,15 m ou les 12 meilleures performances (q).
| #  | Groupe | Athlète                  | Pays         | Essais | Essais | Essais | Marque | Notes |
| #  | Groupe | Athlète                  | Pays         | 1      | 2      | 3      | Marque | Notes |
| -- | ------ | ------------------------ | ------------ | ------ | ------ | ------ | ------ | ----- |
| 1  | B      | Jaydon Hibbert           | Jamaïque     | 16,99  | 17,70  | --     | 17,70  | Q     |
| 2  | A      | Zhu Yaming               | Chine        | 17,14  | --     | --     | 17,14  | q     |
| 3  | B      | Lázaro Martínez          | Cuba         | 16,65  | 16,50  | 17,12  | 17,12  | q     |
| 4  | A      | Hugues Fabrice Zango     | Burkina Faso | 17,12  | --     | --     | 17,12  | q     |
| 5  | A      | Cristian Nápoles         | Cuba         | X      | 16,82  | 16,95  | 16,95  | q     |
| 6  | B      | Yasser Triki             | Algérie      | 16,95  | --     | --     | 16,95  | q     |
| 7  | B      | Emmanuel Ihemeje         | Italie       | 16,91  | 16,54  | --     | 16,91  | q     |
| 8  | B      | Fang Yaoqing             | Chine        | 16,83  | 16,80  | X      | 16,83  | q     |
| 9  | B      | Tiago Pereira            | Portugal     | X      | X      | 16,77  | 16,77  | q, SB |
| 10 | B      | Will Claye               | États-Unis   | 16,72  | 16,71  | 16,25  | 16,72  | q     |
| 11 | B      | Leodan Torrealba         | Venezuela    | 16,72  | X      | 16,54  | 16,72  | q     |
| 12 | A      | Chris Benard             | États-Unis   | X      | X      | 16,71  | 16,71  | q     |
| 13 | A      | Tobia Bocchi             | Italie       | 16,20  | 16,18  | 16,66  | 16,66  |       |
| 14 | A      | Jean-Marc Pontvianne     | France       | X      | 16,64  | 15,93  | 16,64  |       |
| 15 | A      | Abdulla Narangolintevida | Inde         | 16,61  | 16,60  | 16,60  | 16,61  |       |
| 16 | A      | Necati Er                | Turquie      | X      | 16,59  | 16,32  | 16,59  |       |
| 17 | B      | Su Wen                   | Chine        | X      | X      | 16,59  | 16,59  |       |
| 18 | B      | Max Heß                  | Allemagne    | 16,48  | X      | 16,28  | 16,48  |       |
| 19 | A      | Hikaru Ikehata           | Japon        | 16,00  | 16,40  | 15,99  | 16,40  |       |
| 20 | B      | Praveen Chithravel       | Inde         | 16,38  | 16,28  | 16,32  | 16,38  |       |
| 21 | A      | Almir Dos Santos         | Brésil       | 16,16  | 16,09  | 16,34  | 16,34  |       |
| 22 | B      | Donald Scott             | États-Unis   | X      | 16,33  | 16,30  | 16,33  |       |
| 23 | B      | Dimitrios Tsiamis        | Grèce        | 15,99  | 15,95  | 16,22  | 16,22  |       |
| 24 | A      | Jangwoo Kim              | Corée du Sud | 15,89  | 16,19  | 16,21  | 16,21  |       |
| 25 | B      | Enzo Hodebar             | France       | 16,17  | X      | X      | 16,17  |       |
| 26 | B      | Aaro Davidila            | Finlande     | X      | 15,64  | 15,81  | 15,81  |       |
| 27 | B      | Nikolaos Andrikopoulos   | Grèce        | 15,77  | X      | X      | 15,77  |       |
| 28 | A      | Luis Reyes               | Chili        | 15,75  | X      | X      | 15,75  |       |
| 29 | B      | Eldhose Paul             | Inde         | 15,59  | 15,33  | 15,31  | 15,59  |       |
| 30 | B      | Dániel Szenderffy        | Hongrie      | 15,18  | X      | 15,38  | 15,38  |       |
| 31 | A      | Andreas Pantazis         | Grèce        | X      | 14,67  | X      | 14,67  |       |
| -- | A      | Geiner Moreno            | Colombie     | X      | X      | X      | --     | NM    |
| -- | A      | Jah-Nhai Perinchief      | Bermudes     | X      | X      | X      | --     | NM    |
| -- | A      | Alexis Copello           | Azerbaïdjan  | X      | X      | X      | --     | NM    |
| -- | A      | Julian Konle             | Australie    | X      | X      | X      | --     | NM    |
| -- | A      | Pedro Pichardo           | Portugal     | --     | --     | --     | --     | DNS   |
| -- | B      | Aiden Hinson             | Australie    | --     | --     | --     | --     | DNS   |

### Finale
| Rang               | Athlète              | Nationalité  | Essais | Essais | Essais | Essais | Essais | Essais | Marque | Notes |
| Rang               | Athlète              | Nationalité  | 1      | 2      | 3      | 4      | 5      | 6      | Marque | Notes |
| ------------------ | -------------------- | ------------ | ------ | ------ | ------ | ------ | ------ | ------ | ------ | ----- |
| Médaille d'or      | Hugues Fabrice Zango | Burkina Faso | 17,37  | x      | 17,28  | 17,36  | 17,64  | x      | 17,64  |       |
| Médaille d'argent  | Lázaro Martínez      | Cuba         | x      | 17,41  | 16,55  | x      | x      | 16,83  | 17,41  |       |
| Médaille de bronze | Cristian Nápoles     | Cuba         | x      | 17,02  | x      | 17,40  | x      | x      | 17,40  | PB    |
| 4                  | Zhu Yaming           | Chine        | x      | 17,12  | 16,53  | x      | 17,07  | 17,15  | 17,15  |       |
| 5                  | Yasser Triki         | Algérie      | 16,96  | 16,98  | 17,01  | 16,63  | x      | 17,17  | 17,01  |       |
| 6                  | Fang Yaoqing         | Chine        | 16,89  | 17,01  | 16,56  | x      | –      | 15,61  | 17,01  |       |
| 7                  | Will Claye           | États-Unis   | 16,71  | 16,99  | x      | x      | 16,89  | x      | 16,99  | SB    |
| 8                  | Emmanuel Ihemeje     | Italie       | 16,27  | 16,84  | x      | 16,91  | 16,74  | 16,56  | 16,91  |       |
| 9                  | Chris Benard         | États-Unis   | 16,21  | 16,62  | 16,03  |        |        |        | 16,62  |       |
| 10                 | Leodan Torrealba     | Venezuela    | 16,39  | 16,36  | 16,58  |        |        |        | 16,58  |       |
| 11                 | Tiago Pereira        | Portugal     | 16,26  | x      | x      |        |        |        | 16,26  |       |
|                    | Jaydon Hibbert       | Jamaïque     | x      | –      | –      |        |        |        | NM     |       |

## Légende
Records et Performances
- AR : Record continental (area record)
- CR : Record des championnats (championship record)
- MR : Record du meeting (meet record)
- NR : Record national (national record)
- OR : Record olympique (olympic record)
- PR : Record paralympique (paralympic record)
- PB : Record personnel (personal best)
- SB : Meilleure performance personnelle de la saison (season's best)
- WL : Meilleure performance mondiale de l'année (world leader)
- WJR : Record du monde junior (world junior record)
- WR : Record du monde (world record)

Circonstances et Conditions
- DNF : N'a pas terminé (did not finish)
- DNS : N'a pas pris le départ (did not start)
- DQ : Disqualification (disqualification)
- NM : Aucun essai valable enregistré (No Mark)
- Q : Qualifié « directement » au prochain tour (ou à la prochaine compétition), lors d'une compétition majeure, grâce au classement ou à la réalisation des minima (automatic qualifier)
- q : Qualifié au prochain tour (ou à la prochaine compétition), lors d'une compétition majeure, grâce au repêchage ou à la réalisation de l'une des meilleures performances parmi celles des « non qualifiés directement » (grâce au meilleur temps ou à la meilleure distance par exemple) (secondary qualifier)